# Chrom(IV)-bromid
Chrom(IV)-bromid, auch Chromtetrabromid, ist eine chemische Verbindung aus der Gruppe der Bromide. Es ist ein anorganischer chemischer Stoff mit der Formel CrBr4. 

## Geschichte
Erste Hinweise auf Chrom(IV)-bromid wurden 1960 von Rodney J. Sime und N. W. Gregory gefunden.

## Herstellung
Chrom(IV)-bromid entsteht bei der Erhitzung von Chrom(III)-bromid im Vakuum zwischen 500 °C und 550 °C. Bei höheren Temperaturen liegen in der Gasphase bevorzugt molekulares Chrom(III)-bromid und Chrom(II)-bromid vor. Chrom(IV)-bromid kann in einer Argonmatrix isoliert werden.

## Eigenschaften
Molekulares Chrom(IV)-bromid ist flüchtiger als die verwandten Verbindungen Chrom(III)-bromid und Chrom(II)-bromid.